# Kvesarumssjön
Kvesarumssjön är en sjö i Hörby kommun i Skåne och ingår i Rönne ås huvudavrinningsområde. Sjön har en area på 0,488 kvadratkilometer och ligger 104 meter över havet. Vid provfiske har bland annat abborre, braxen, gädda och mört fångats i sjön.

## Delavrinningsområde
Kvesarumssjön ingår i det delavrinningsområde (619932-136065) som SMHI kallar för Mynnar i Östra Ringsjön. Medelhöjden är 123 meter över havet och ytan är 41,25 kvadratkilometer. Det finns inga avrinningsområden uppströms utan avrinningsområdet är högsta punkten. Kvesarumsån som avvattnar avrinningsområdet har biflödesordning 2, vilket innebär att vattnet flödar genom totalt 2 vattendrag innan det når havet efter 94 kilometer. Avrinningsområdet består mestadels av skog (56 procent), öppen mark (12 procent) och jordbruk (24 procent). Avrinningsområdet har 0,49 kvadratkilometer vattenytor vilket ger det en sjöprocent på 1,2 procent. Bebyggelsen i området täcker en yta av 2,18 kvadratkilometer eller 5 procent av avrinningsområdet.

## Fisk
Vid provfiske har följande fisk fångats i sjön:
- Abborre
- Braxen
- Gädda
- Mört
- Ruda
- Sarv
- Sutare